# Алфред Норт Вајтхед
Алфред Норт Вајтхед (енгл. Alfred North Whitehead; Рамсгејт, 15. фебруар 1861 — Кембриџ, 30. децембар 1947), математичар и филозоф, један од најзначајних англоамеричких филозофа 20. века. Најпре је био заинтересован за математичку логику и тада је у сарадњи са Б. Раселом написао дело Principa mathematica. Потом је самостално развио оригиналну метафизику, космолошко гледиште о вечним објектима и догађањима, као и организмичну филозофију природе. Сматрао је да филозофија има судбоносни социјално-историјски значај. Главна његова дела су: Расправа о универзалној алгебри, Организација мишљења, Истраживање принципа природног знања, Наука и модерни свет, Процес и реалност, Смели подухвати идеја, Религија у битним својствима.

## Примарни радови
Књиге које је написао Вајтхед, наведене по времену издавања.
- A Treatise on Universal Algebra. Cambridge: Cambridge University Press. 1898. ISBN 1-4297-0032-7.. Available online at  https://web.archive.org/web/20140903110153/http://projecteuclid.org/euclid.chmm/1263316509. Архивирано из оригинала 03. 09. 2014. г. Приступљено 10. 03. 2021. Недостаје или је празан параметар |title= (помоћ).
- The Axioms of Descriptive Geometry. Cambridge: Cambridge University Press. 1907..[11] Available online at http://quod.lib.umich.edu/u/umhistmath/ABN2643.0001.001.
- with Bertrand Russell.  Principia Mathematica, Volume I. Cambridge: Cambridge University Press. 1910.. Available online at http://www.hti.umich.edu/cgi/b/bib/bibperm?q1=AAT3201.0001.001. Vol. 1 to *56 is available as a CUP paperback.[12][13][14]
- An Introduction to Mathematics. Cambridge: Cambridge University Press. 1911.. Available online at http://quod.lib.umich.edu/u/umhistmath/AAW5995.0001.001. Vol. 56 of the Great Books of the Western World series.
- with Bertrand Russell.  Principia Mathematica, Volume II. Cambridge: Cambridge University Press. 1912.. Available online at http://www.hti.umich.edu/cgi/b/bib/bibperm?q1=AAT3201.0002.001.
- with Bertrand Russell.  Principia Mathematica, Volume III. Cambridge: Cambridge University Press. 1913.. Available online at http://www.hti.umich.edu/cgi/b/bib/bibperm?q1=AAT3201.0003.001.
- The Organization of Thought Educational and Scientific. London: Williams & Norgate. 1917.. Available online at https://archive.org/details/organisationofth00whit.
- An Enquiry Concerning the Principles of Natural Knowledge. Cambridge: Cambridge University Press. 1919.. Available online at https://archive.org/details/enquiryconcernpr00whitrich.
- The Concept of Nature. Cambridge: Cambridge University Press. 1920.. Based on the November 1919 Tarner Lectures delivered at Trinity College. Available online at https://archive.org/details/cu31924012068593.
- The Principle of Relativity with Applications to Physical Science. Cambridge: Cambridge University Press. 1922.. Available online at https://archive.org/details/theprincipleofre00whituoft.
- Science and the Modern World. New York: Macmillan Company. 1925.. Vol. 55 of the Great Books of the Western World series.
- Religion in the Making. New York: Macmillan Company. 1926.. Based on the 1926 Lowell Lectures.
- Symbolism, Its Meaning and Effect. New York: Macmillan Co., 1927. Based on the 1927 Barbour-Page Lectures delivered at the University of Virginia.
- Process and Reality: An Essay in Cosmology. New York: Macmillan Company. 1929.. Based on the 1927–28 Gifford Lectures delivered at the University of Edinburgh. The 1978 Free Press "corrected edition" edited by David Ray Griffin and Donald W. Sherburne corrects many errors in both the British and American editions, and also provides a comprehensive index.
- The Aims of Education and Other Essays. New York: Macmillan Company. 1929.
- The Function of Reason. Princeton: Princeton University Press. 1929.. Based on the March 1929 Louis Clark Vanuxem Foundation Lectures delivered at Princeton University.
- Adventures of Ideas. New York: Macmillan Company. 1933.. Also published by Cambridge: Cambridge University Press, 1933.
- Nature and Life. Chicago: University of Chicago Press. 1934.
- Modes of Thought. New York: MacMillan Company. 1938.
- "Mathematics and the Good." In The Philosophy of Alfred North Whitehead, edited by Paul Arthur Schilpp, 666–681. Evanston and Chicago: Northwestern University Press, 1941.
- "Immortality." In The Philosophy of Alfred North Whitehead, edited by Paul Arthur Schilpp, 682–700. Evanston and Chicago: Northwestern University Press, 1941.
- Essays in Science and Philosophy. London: Philosophical Library. 1947.
- with Allison Heartz Johnson, ed. (1948). The Wit and Wisdom of Whitehead. Boston: Beacon Press..

In addition, the Whitehead Research Project of the Center for Process Studies is currently working on a critical edition of Whitehead's writings, which is set to include notes taken by Whitehead's students during his Harvard classes, correspondence, and corrected editions of his books.
- Paul A. Bogaard and Jason Bell, eds. (2017). The Harvard Lectures of Alfred North Whitehead, 1924–1925: Philosophical Presuppositions of Science. Cambridge: Cambridge University Press..